# فاثي
فاثي : (باليونانية: Βαθύ)، (بالإنجليزية:Vathy)، مدينة يونانية تقع في شرق البلاد ضمن منطقة شمال إيجة الإدارية، وهي مركز مقاطعة ساموس أحد مقاطعات هذه المنطقة الإدارية.

## الموقع، السكان والتسمية
تقع المدينة على الساحل الشمالي الشرقي لجزيرة ساموس على رأس خليج فاثي الذي يمتد مسافة 4 كيلومترات ضمن البر، يبلغ عدد سكان المدينة حوالي 13 ألف نسمة وبذلك تكون أكبر مدينة على الجزيرة.
يعني اسم المدينة باللغة اليونانية (الــعميق)، وهو الاسم الذي كان يحمله ميناء المدينة في القرن التاسع عشر والذي كان مبنياً على مسافة كيلومتر واحد إلى الجنوب منها. بعد نمو المدينة واحاطتها بالميناء أصبحت هذه المدينة والتي كانت تسمى ساموس نسبة للجزيرة تعرف باسم فاثي. ولكن التسمية القديمة ما زالت مستخدمة إلى الآن وبذلك تعرف المدينة حالياً باسميها ساموس أو فاثي، أما رسمياً فهي فاثي-ساموس.

## التاريخ
كانت المدينة في الفترة القديمة عبارة عن مستوطنة صغيرة ضمن خليج فاثي (Vathy) (الخليج العميق) ولكنها لم تكن مدينة مهمة أو مركزاً لجزيرة ساموس، في حين كانت تحتل هذا المركز في الفترة الكلاسيكية مستوطنة ساموس على الساحل الجنوبي من الجزيرة والتي تقع حالياً على مسافة 12 كيلومتر بين بلدتي بيثاغوريو وَ باغوناداس، هذه المدينة القديمة التي كانت مهمة في الفترة الإغريقية والتي أنجبت العديد من الفلاسفة والعلماء الكلاسيكيين مثل فيثاغوراس، أريستراخوس، إبيكوروس وَ كاليستراتوس.

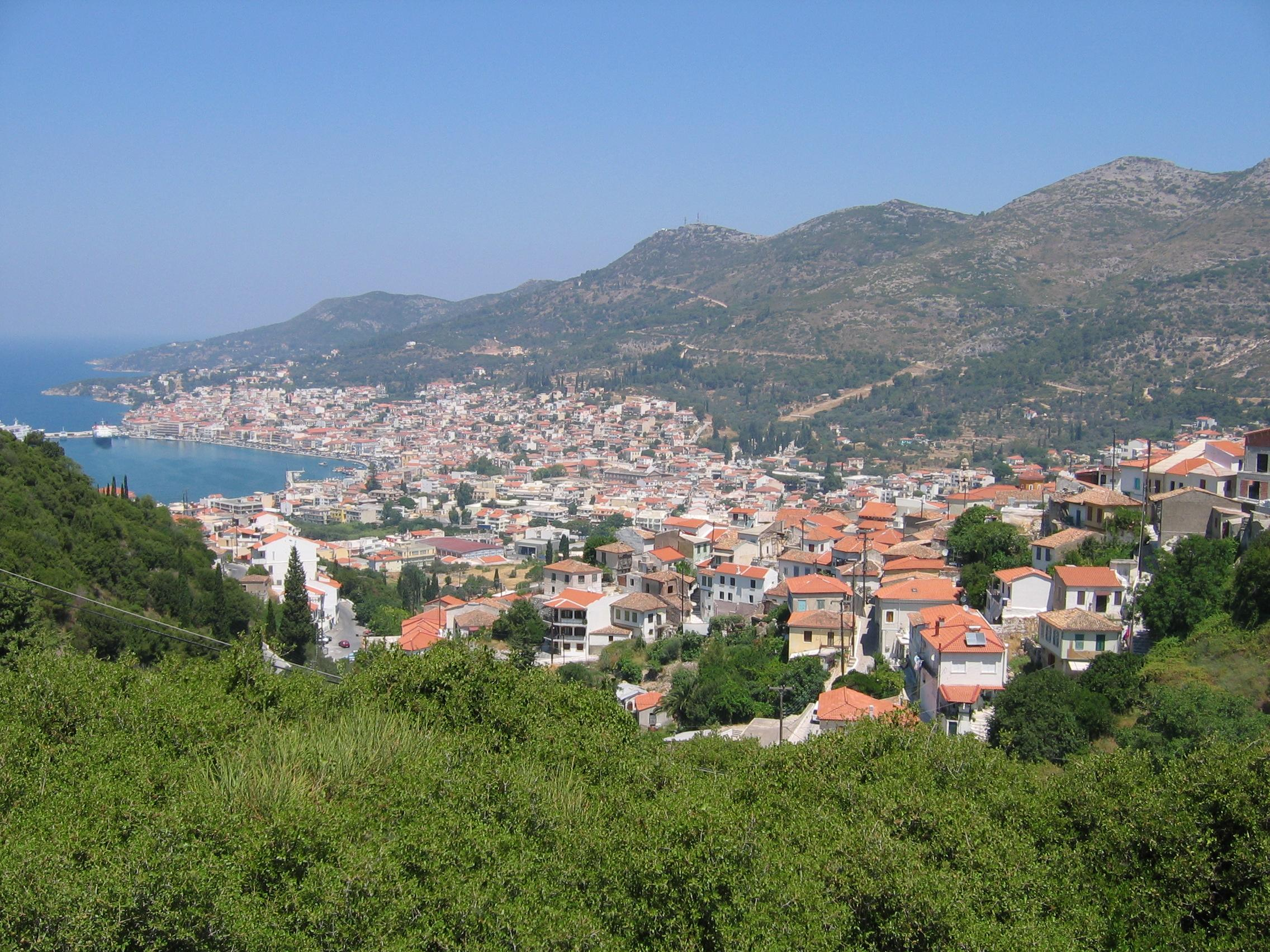
مدينة فاثي أو ساموس

بعد الفترة البيزنطية وفي القرون الوسطى أصبحت المناطق الساحلية مهجورة نتيجة غزوات القراصنة حيث لجأ السكان المحليون إلى جبال الجزيرة أو إلى مناطق أخرى في البلاد، لم يعد الاستقرار إلى الجزيرة التي أصبحت شبه خالية من السكان إلا في عام 1549 م. في الفترة العثمانية عندما أخذها الأدميرال كيلدز علي باشا ذو الأصول الفرنسية كهدية له على اسهاماته في المعارك البحرية العثمانية، فقد قام هذا الأدميرال بالسماح لسكانها بالعودة إليها معطيهم امتيازات غير مسبوقة في المناطق التابعة للدولة العثمانية، وبإعادة بناء مساكنهم وقراهم، لكن هذه الامتيازات بدأت بالتراجع تدريجياً بعد وفاة كيلدز علي باشا، وعادت الجزيرة إلى فترة من عدم الاستقرار.
شارك سكان الجزيرة في انتفاضة استقلال اليونان عام 1821 م. تحت قيادة ليكورغوس لوغوثيتيس (Lycurgus Logothetes) وانفصلوا عن الدولة العثمانية واستمر هذا الأمر حتى عام 1834 عندما عادت الجزيرة للنفوذ العثماني ولكن اسمياً تحت اسم إمارة ساموس التي كانت تتمتع بحكم ذاتي كامل. في هذه الفترة أعيد بناء مدينة فاثي عام 1855 كعاصمة جديدة للجزيرة، وبدأت فترة جديدة من الازدهار الاقتصادي والثقافي.
استمر هذا الأمر إلى عام 1913 عندما قررت حكومة إمارة ساموس الانضمام إلى اليونان. ازداد عدد سكان المدينة والجزيرة بعد تدفق لاجئي آسيا الصغرى عام 1922 إثر الحرب اليونانية-التركية.

## متفرقات
- من معالم المدينة كنيسة القديس سبيريدون (أغيوس سبيريدون) التي يعود تاريخها للقرن التاسع عشر والتي تم فيها اتخاذ قرار الاتحاد مع اليونان عام 1913.
- يعد متحف ساموس الأركيولوجي واحد من أهم المتاحف في اليونان إذ يحوي والمتحف البيزنطي.
- توجد في المدينة الكليات والأقسام العلمية التابعة لجامعة بحر إيجة والتي يقع مقرها الأساسي في ميتيليني.
- يعد مرفأ فاثي أحد أكثر الموانئ الطبيعية عمقاً في اليونان.